# Матеша, Алексей Михайлович
Алексей Михайлович Матеша (бел. Аляксей Міхайлавіч Мацеша; 1 января 1931 Хватовка (Могилёвская область), Белыничский район, Могилёвская область Белорусская ССР, СССР — 2011, Республика Беларусь) — белорусский невролог, доктор медицинских наук, член-корреспондент АМН СССР, профессор.

## Биография
Родился 1 января 1931 года в селе Хватовка. В 1956 году окончил Витебский государственный медицинский университет. В 1966 году прошёл аспирантуру в Белорусском государственном медицинском университете. С 1966—2005 годах работал в Гродненском государственном медицинском университете, в котором с 1978—1998 год занимал должность заведующего отделением неврологии и нейрохирургии.

## Научная деятельность
Автор более 120 научных работ о влиянии лекарственных средств на нервную систему, клинических и иммунологических взаимосвязях при заболеваниях периферической нервной системы, лечение больных паркинсонизмом.

## Публикации
- Матеша А. М. Гистохимии гликогена центральной нервной системы при гипотермии и анестезии / (совместно с Гурленом А. М.). — Минск, 1972.
- Матеша А. М. Специфика церебральных механизмов наркотических состояний / автореф. дис. … Доктор мед. Наук: (14.00.17 - норм. Физиология) / Алексей Михайлович Матеша. Москва; Орден Ленина АМН СССР, нормы ННИ. физиология им. П. К. Анохин. - [б. м.]. — М., 1985. — 53 с.
- Изменения иммунитета у пациентов с неврологическими проявлениями проявлениями поясничного остеохондроза под видом традиционной терапии. — Гродно, 1998. (в соавторстве).